# Phoracantha flavopicta
Phoracantha flavopicta là một loài bọ cánh cứng trong họ Cerambycidae.